# Adolphe Hatzfeld
Adolphe Hatzfeld, född 17 december 1824, död 5 oktober 1900, var en fransk filosof och litteraturhistoriker.
Hatzfeld verkade i 30 år som högt ansedd och inflytelserik lärare i filosofi och litteratur vid lyceer i Paris. Som författare har han jämte historiskt-filosofiska och litteraturkritiska arbeten efterlämnat, i samarbete med Arsène Darmesteter, standardverket Le seizième siècle en France (1872) och i samarbete med Darmesteter och A. Thomas, Dictionnaire géneral de la langue française (2 band, 1890-93), likaledes ett förträffligt verk. Till detta hade Hatzfeld uppgjort planen, och däri övertog han huvudsakligen arbetet med betydelsernas genetiska och logiska ordnande. Själv ansåg han sig egentligen inte vara filolog.